# Evalljapyx adonis
Evalljapyx adonis är en urinsektsart som beskrevs av Smith 1960. Evalljapyx adonis ingår i släktet Evalljapyx och familjen Japygidae. Inga underarter finns listade i Catalogue of Life.